# Artur Dębski

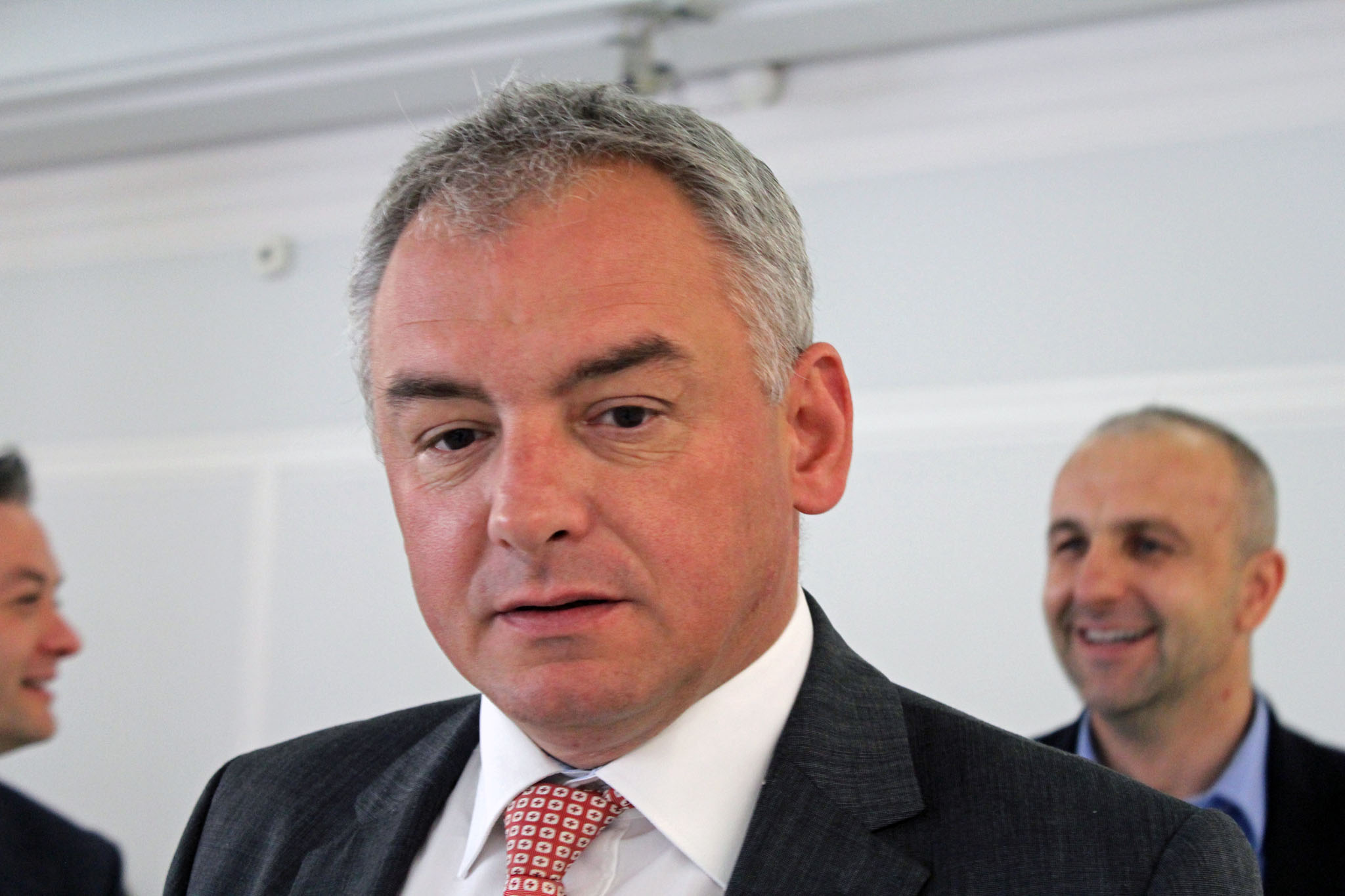
Artur Dębski (2013)

Artur Dębski (* 26. Dezember 1969 in Siestrzeń) ist ein polnischer Politiker der Ruch Palikota (Palikot-Bewegung).

## Leben
Seit 1995 handelt er als Selbständiger mit Waren aus dem Fernen Osten. 2009 bis 2010 war er Mitglied der Stronnictwo Demokratyczne. Am 2. Oktober 2010 schloss er sich der in Gründung begriffenen Ruch Palikota an und ist deren Vizepräsident.
Er kandidierte bei den Parlamentswahlen 2011 im Wahlkreis 20 Warszawa II und konnte mit 15.269 Stimmen einen Sitz im Sejm erlangen.
Artur Dębski ist verheiratet und hat drei Kinder.